# 데이미언 셔젤
데이미언 세이어 셔젤(영어: Damien Sayre Chazelle /dˈeɪmiən//ʃəˈzɛl/, 프랑스어: Damien Chazelle 다미앵 샤젤[*] 1985년 1월 19일 ~ )은 미국의 영화 감독이자 각본가이다. 2009년 뮤지컬 영화 《공원 벤치의 가이와 매들린》을 발표하며 감독으로 데뷔하였다. 2014년에는 감독과 각본을 맡은 두 번째 장편 영화 《위플래쉬》를 발표하였다. 영화 《라라랜드》로 제89회 아카데미상 감독상을 받으며 최연소 감독상 수상자가 되었다.

## 생애
아버지는 프랑스 출신의 컴퓨터 공학자 베르나르 샤젤(Bernard Chazelle)이다.

## 작품 목록
| 연도   | 제목                                  | 감독   | 각본   | 제작   | 비고                                                                |
| ------ | ------------------------------------- | ------ | ------ | ------ | ------------------------------------------------------------------- |
| 2009년 | 《공원 벤치의 가이와 매들린》         | 예     | 예     | 예     |                                                                     |
| 2011년 | 《라스트 엑소시즘: 잠들지 않는 영혼》 | 아니요 | 예     | 아니요 |                                                                     |
| 2013년 | 《그랜드 피아노》                     | 아니요 | 예     | 아니요 |                                                                     |
| 2014년 | 《위플래쉬》                          | 예     | 예     | 아니요 | 후보―아카데미 각색상                                                |
| 2016년 | 《클로버필드 10번지》                 | 아니요 | 예     | 아니요 |                                                                     |
| 2016년 | 《라라랜드》                          | 예     | 예     | 아니요 | 후보―황금사자상 수상―아카데미상 감독상, 골든 글로브상 감독상·각본상 |
| 2018년 | 《퍼스트 맨》                         | 예     | 아니요 | 예     |                                                                     |
| 2023년 | 《바빌론》                            | 예     | 예     | 예     |                                                                     |